# Сомери, Пьер Ламбер де
Пьер Ламбе́р де Сомери́ (фр. Pierre Lambert de Saumery; ок. 1690 года — 1767 года, Утрехт), прозванный Сомери, — французский писатель-кальвинист, известный своим участием в работе над пятью томами «Délices du pays de Liège» (1738—1744). Сочинял пасквили и романы, но известен именно благодаря пятитомнику, который до сих пор читают и цитируют любители истории Льежа.

## Творчество
Его сочинения:
- «L’Anlichretien ou L’Esprit du calvinisme oppose a Jésus-Christ et à L’Evangile» (1731);
- «Mémoires et aventures secrètes et curieuses d’un voyageur au Levant» (1732—1736);
- «Les Dolices du pays de Liège ou description des monuments de cette principaulé» (1738—1744);
- «Anecdotes vénitiennes et turques ou nouveaux mémoires du comte de Bonneval» (1740);
- «L’Heureux imposteur ou aventures du baron de Janzac» (1740);
- «Aventures de M-me la duchesse de Vanjour, histoire veritable» (1741);
- «Le Diable ermite ou aventures d’Astaroth banni des enfers» (1741).